# 패밀리 채널
패밀리 채널(영어: Family Channel)는 캐나다의 텔레비전 채널이다.